# Pujehun
Pujehun è un centro abitato della Sierra Leone, situato nella Provincia del Sud e in particolare nel Distretto di Pujehun, del quale è il capoluogo.